# 夏季祭祀／向彩虹眼淚
夏季祭祀／向彩虹眼淚（日語：夏祭り/涙を虹に）是2004年6月30日被推出的夏之管(TUBE)的第43張的單曲。

## 收錄曲目
1. 夏季祭祀
作詞 前田亘輝 :作曲 春畑道哉 : 編曲 夏之管
2. 向彩虹眼淚
作詞 前田亘輝 :作曲 春畑道哉 : 編曲 夏之管
3. 夏季祭祀(Instrumental)
4. 向彩虹眼淚(Instrumental)